# San Gervasio

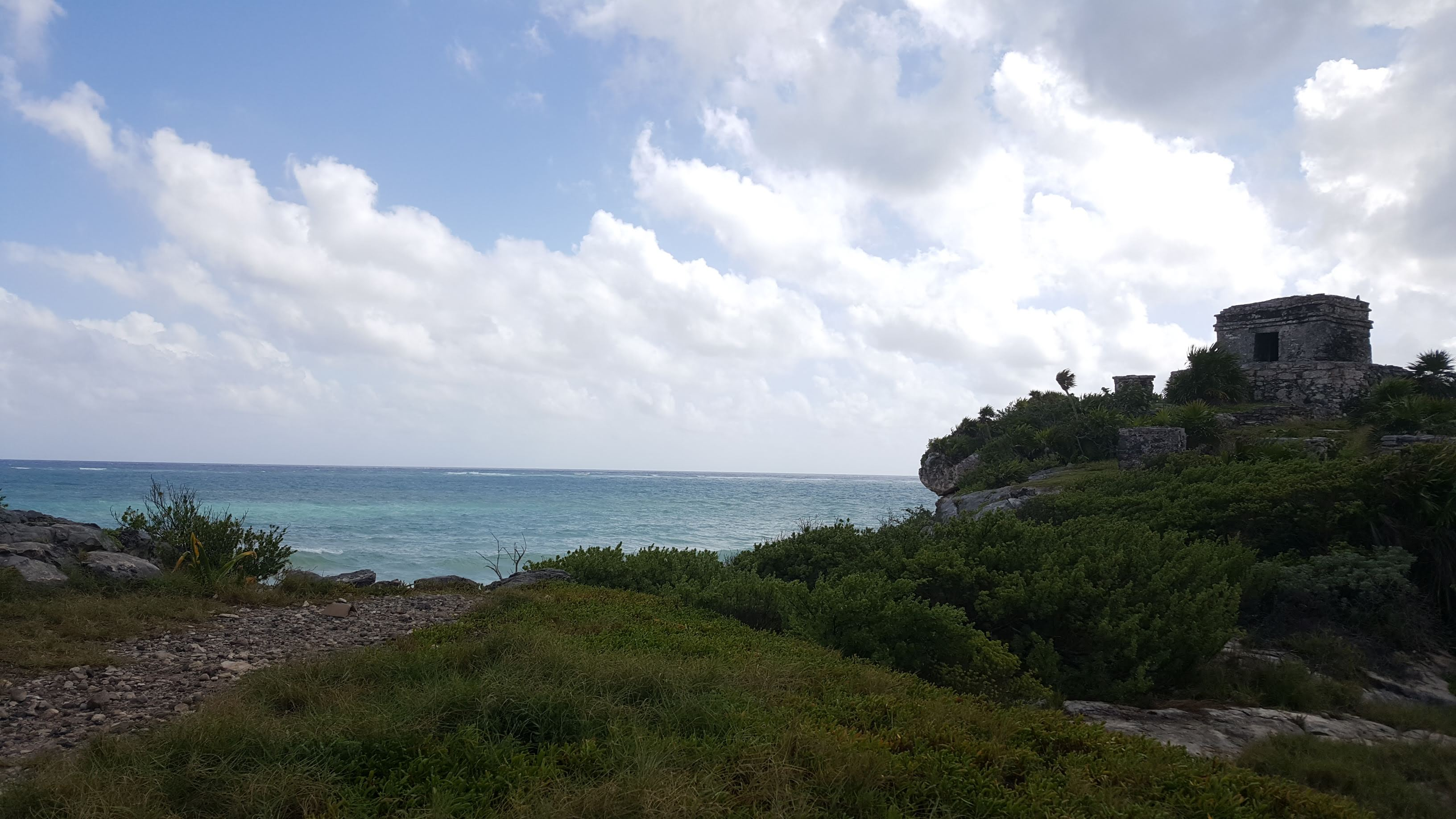

San Gervasio est un site archéologique maya situé sur l'île de Cozumel, dans l'État de Quintana Roo, au Mexique. 